# Список запусків за програмою «Союз»
Список містить усі запуски за програмою «Союз», які почалися 1966 і тривають досі. Усі запуски відбувалися з космодрому Байконур.
Програма «Союз» стала третьою радянською програмою пілотованих польотів після програм «Восток» і «Восход».

## Покоління пілотованих кораблів і нумерація
Пілотовані кораблі першого періоду належали до серії 7К у варіантах «Союз 7К-ОК» (перше покоління, 1.0), «Союз 7К-ОКС» (модифікація першого покоління, 1.5), «Союз 7К-Т» (друге покоління, 2.0), «Союз 7К-ТМ» (модифікація другого покоління, 2.5). Усі кораблі цього періоду називалися «Союз» і мали номери від «Союз-1» до «Союз-40».
Пілотовані кораблі другого періоду належали до серії «Союз Т» (третє покоління, 3.0). Кораблі мали номери від «Союз Т-1» до «Союз Т-15».
Пілотовані кораблі третього періоду належали до серії «Союз ТМ» (четверте покоління, 4.0). Кораблі мали номери від «Союз ТМ-1» до «Союз ТМ-34».
Пілотовані кораблі четвертого періоду належали до серії «Союз ТМА» (п'яте покоління, 5.0). Кораблі мали номери від «Союз ТМА-1» до «Союз ТМА-22».
Пілотовані кораблі п'ятого періоду належали до серії «Союз ТМА-М» (модифікація п'ятого покоління, 5.5). Кораблі мали номери від «Союз ТМА-1М» до «Союз ТМА-20М».
Пілотовані кораблі шостого періоду належать до серії «Союз МС» (шосте покоління, 6.0). Кораблі мають номери від «Союз МС-1».
| Період                    | Польоти                   | Корабель                  | Покоління                 | Місій                     | Включно                   | Виключно                  | Пілотовані                    | Усіх пілотованих |
| ------------------------- | ------------------------- | ------------------------- | ------------------------- | ------------------------- | ------------------------- | ------------------------- | ----------------------------- | ---------------- |
| 1                         | Союз-1 ... 40             | Союз 7К-ОК                | 1.0                       | 40                        | 18а (+1)                  | 2, 20 (−2)                | 1, 3–9                        | 39               |
| 1                         | Союз-1 ... 40             | Союз 7К-ОКС               | 1.5                       | 40                        | 18а (+1)                  | 2, 20 (−2)                | 10, 11                        | 39               |
| 1                         | Союз-1 ... 40             | Союз 7К-Т                 | 2.0                       | 40                        | 18а (+1)                  | 2, 20 (−2)                | 12–15, 17, 18а, 18, 21, 23–40 | 39               |
| 1                         | Союз-1 ... 40             | Союз 7К-ТМ                | 2.5                       | 40                        | 18а (+1)                  | 2, 20 (−2)                | 16, 19, 22                    | 39               |
| 2                         | Союз Т-1 ... Т-15         | Союз T                    | 3.0                       | 15                        | Т-10-1 (+1)               | Т-1 (−1)                  | 2–9, 10-1, 10–15              | 15               |
| 3                         | Союз ТМ-1 ... ТМ-34       | Союз ТМ                   | 4.0                       | 34                        | —                         | ТМ-1 (−1)                 | 2-34                          | 33               |
| 4                         | Союз ТМА-1 ... ТМА-22     | Союз ТМА                  | 5.0                       | 22                        | —                         | —                         | 1–22                          | 22               |
| 5                         | Союз ТМА-01М ... ТМА-20М  | Союз ТМА-М                | 5.5                       | 20                        | —                         | —                         | 1–20                          | 20               |
| 6                         | Союз МС-01 ... МС-25      | Союз МС                   | 6.0                       | 27                        | —                         | МС-14 (−1)                | 1–13, 15–27                   | 26               |
| Загалом пілотованих місій | Загалом пілотованих місій | Загалом пілотованих місій | Загалом пілотованих місій | Загалом пілотованих місій | Загалом пілотованих місій | Загалом пілотованих місій | Загалом пілотованих місій     | 155              |

## Союз 7K (1966–1981)
Безпілотні й пілотовані кораблі першого періоду серії 7К.

| №  | Місія         | Корабель                  | Запуск            | Посадка           | Екіпаж (старт/посадка)                                | Стикування                                  | Результат                                |
| -- | ------------- | ------------------------- | ----------------- | ----------------- | ----------------------------------------------------- | ------------------------------------------- | ---------------------------------------- |
| —  | Космос-133    | Союз 7К-ОК (A) 11Ф615 №2  | 28 листопада 1966 | 30 листопада 1966 | Автоматичний політ                                    | —                                           | Політ достроково припинено               |
| —  | Союз 7К-ОК №1 | Союз 7К-ОК (П) 11Ф615 №1  | 14 грудня 1966    | —                 | Автоматичний політ                                    | —                                           | Вибух ракети-носія                       |
| —  | Космос-140    | Союз 7К-ОК (П) 11Ф615 №3  | 7 лютого 1967     | 11 лютого 1967    | Автоматичний політ                                    | —                                           | Успіх                                    |
| 1  | Союз-1        | Союз 7К-ОК (A) 11Ф615 №4  | 23 квітня 1967    | 24 квітня 1967    | Володимир Комаров                                     | Скасовано запуск Союз-2А після збою Союза-1 | Космонавт загинув при посадці            |
| —  | Космос-186    | Союз 7К-ОК (A) 11Ф615 №6  | 27 жовтня 1967    | 31 жовтня 1967    | Автоматичний політ                                    | Космос-188                                  | Успіх                                    |
| —  | Космос-188    | Союз 7К-ОК (П) 11Ф615 №5  | 30 жовтня 1967    | 2 листопада 1967  | Автоматичний політ                                    | Космос-186                                  | Успіх                                    |
| —  | Космос-212    | Союз 7К-ОК (A) 11Ф615 №8  | 14 квітня 1968    | 19 квітня 1968    | Автоматичний політ                                    | Космос-213                                  | Успіх                                    |
| —  | Космос-213    | Союз 7К-ОК (П) 11Ф615 №7  | 15 квітня 1968    | 20 квітня 1968    | Автоматичний політ                                    | Космос-212                                  | Успіх                                    |
| —  | Космос-238    | Союз 7К-ОК 11Ф615 №9      | 28 серпня 1968    | 1 вересня 1968    | Автоматичний політ                                    | —                                           | Успіх                                    |
| —  | Союз-2        | Союз 7К-ОК (П) 11Ф615 №11 | 25 жовтня 1968    | 28 жовтня 1968    | Автоматичний політ                                    | —                                           | Не вдалося стикування з Союзом-3         |
| 2  | Союз-3        | Союз 7К-ОК (A) 11Ф615 №10 | 26 жовтня 1968    | 30 жовтня 1968    | Георгій Береговий                                     | —                                           | Не вдалося стикування з Союзом-2         |
| 3  | Союз-4        | Союз 7К-ОК (A) 11Ф615 №12 | 14 січня 1969     | 17 січня 1969     | Володимир Шаталов                                     | Союз-5                                      | Успіх                                    |
| 3  | Союз-4        | Союз 7К-ОК (A) 11Ф615 №12 | 14 січня 1969     | 17 січня 1969     | Володимир Шаталов Олексій Єлісеєв Євген Хрунов        | Союз-5                                      | Успіх                                    |
| 4  | Союз-5        | Союз 7К-ОК (П) 11Ф615 №13 | 15 січня 1969     | 18 січня 1969     | Борис Волинов Олексій Єлісеєв Євген Хрунов            | Союз-4                                      | Успіх                                    |
| 4  | Союз-5        | Союз 7К-ОК (П) 11Ф615 №13 | 15 січня 1969     | 18 січня 1969     | Борис Волинов                                         | Союз-4                                      | Успіх                                    |
| 5  | Союз-6        | Союз 7К-ОК 11Ф615 №14     | 11 жовтня 1969    | 16 жовтня 1969    | Георгій Шонін Валерій Кубасов                         | —                                           | Не вдалося зняти стикування Союзів 7 і 8 |
| 6  | Союз-7        | Союз 7К-ОК (А) 11Ф615 №15 | 12 жовтня 1969    | 17 жовтня 1969    | Анатолій Філіпченко Владислав Волков Віктор Горбатко  | —                                           | Не вдалося стикування з Союзом-8         |
| 7  | Союз-8        | Союз 7К-ОК (П) 11Ф615 №16 | 13 жовтня 1969    | 18 жовтня 1969    | Володимир Шаталов Олексій Єлісеєв                     | —                                           | Не вдалося стикування з Союзом-7         |
| 8  | Союз-9        | Союз 7К-ОК 11Ф615 №17     | 1 червня 1970     | 19 червня 1970    | Андріян Ніколаєв Віталій Севастьянов                  | —                                           | Успіх                                    |
| 9  | Союз-10       | Союз 7К-ОКС 11Ф615А8 №31  | 23 квітня 1971    | 25 квітня 1971    | Володимир Шаталов Олексій Єлісеєв Микола Рукавишніков | —                                           | Не вдалося стикування з Салютом-1        |
| 10 | Союз-11       | Союз 7К-ОКС 11Ф615А8 №32  | 6 червня 1971     | 30 червня 1971    | Георгій Добровольський Владислав Волков Віктор Пацаєв | Салют-1                                     | Екіпаж загинув при посадці               |
| —  | Космос-496    | Союз 7К-Т 11Ф615А8 №33А   | 26 червня 1972    | 2 липня 1972      | Автоматичний політ                                    | —                                           | Успіх                                    |
| —  | Космос-573    | Союз 7К-Т 11Ф615А8 №36    | 15 червня 1973    | 17 червня 1973    | Автоматичний політ                                    | —                                           | Успіх                                    |
| 11 | Союз-12       | Союз 7К-Т 11Ф615А8 №37    | 27 вересня 1973   | 29 вересня 1973   | Василь Лазарєв Олег Макаров                           | —                                           | Успіх                                    |
| —  | Космос-613    | Союз 7К-Т 11Ф615А8 №34А   | 30 листопада 1973 | 29 січня 1974     | Автоматичний політ                                    | —                                           | Успіх                                    |
| 12 | Союз-13       | Союз 7К-Т 11Ф615А8 №33    | 18 грудня 1973    | 26 грудня 1973    | Петро Климук Валентин Лебедєв                         | —                                           | Успіх                                    |
| —  | Космос-638    | Союз 7К-ТМ 11Ф615А12 №71  | 3 квітня 1974     | 13 квітня 1974    | Автоматичний політ                                    | —                                           | Успіх                                    |
| —  | Космос-656    | Союз 7К-Т/А9 11Ф615А9 №61 | 27 травня 1974    | 29 травня 1974    | Автоматичний політ                                    | —                                           | Успіх                                    |
| 13 | Союз-14       | Союз 7К-Т/A9 11Ф615А9 №62 | 3 липня 1974      | 19 липня 1974     | Павло Попович Юрій Артюхін                            | Салют-3                                     | Успіх                                    |
| —  | Космос-672    | Союз 7К-ТМ 11Ф615А12 №72  | 12 серпня 1974    | 18 серпня 1974    | Автоматичний політ                                    | —                                           | Успіх                                    |
| 14 | Союз-15       | Союз 7К-Т/А 11Ф615А9 №63  | 26 серпня 1974    | 28 серпня 1974    | Геннадій Сарафанов Лев Дьомін                         | —                                           | Не вдалося стикування з Салютом-3        |
| 15 | Союз-16       | Союз 7К-ТМ 11Ф615А12 №73  | 2 грудня 1974     | 8 грудня 1974     | Анатолій Філіпченко Микола Рукавишніков               | —                                           | Успіх                                    |
| 16 | Союз-17       | Союз 7К-Т 11Ф615А8 №38    | 11 січня 1975     | 9 лютого 1975     | Олексій Губарєв Георгій Гречко                        | Салют-4                                     | Успіх                                    |
| 17 | Союз-18а      | Союз 7К-Т 11Ф615А8 №39    | 5 квітня 1975     | 5 квітня 1975     | Василь Лазарєв Олег Макаров                           | —                                           | Суборбітальний політ                     |
| 18 | Союз-18       | Союз 7К-Т 11Ф615А8 №40    | 24 травня 1975    | 26 липня 1975     | Петро Климук Віталій Севастьянов                      | Салют-4                                     | Успіх                                    |
| 19 | Союз-19       | Союз 7К-ТМ 11Ф615А12 №75  | 15 липня 1975     | 21 липня 1975     | Олексій Леонов Валерій Кубасов                        | Аполлон                                     | Успіх                                    |
| —  | Союз-20       | Союз 7К-Т/А9 11Ф615А9 №64 | 17 листопада 1975 | 16 лютого 1976    | Автоматичний політ                                    | Салют-4                                     | Успіх                                    |
| 20 | Союз-21       | Союз 7К-Т 11Ф615А8 №41    | 6 липня 1976      | 24 серпня 1976    | Борис Волинов Віталій Жолобов                         | Салют-5                                     | Достроково припинено                     |
| 21 | Союз-22       | Союз 7К-ТМ 11Ф615А12 №74  | 15 вересня 1976   | 23 вересня 1976   | Валерій Биковський Володимир Аксьонов                 | —                                           | Успіх                                    |
| 22 | Союз-23       | Союз 7К-Т/А9 11Ф615А9 №65 | 14 жовтня 1976    | 16 жовтня 1976    | В'ячеслав Зудов Валерій Рождественський               | —                                           | Не вдалося стикування з Салютом-5        |
| 23 | Союз-24       | Союз 7К-Т/А9 11Ф615А9 №66 | 7 лютого 1977     | 25 лютого 1977    | Віктор Горбатко Юрій Глазков                          | Салют-5                                     | Успіх                                    |
| 24 | Союз-25       | Союз 7К-Т 11Ф615А8 №42    | 9 жовтня 1977     | 11 жовтня 1977    | Володимир Ковальонок Валерій Рюмін                    | —                                           | Не вдалося стикування з Салютом-6        |
| 25 | Союз-26       | Союз 7К-Т 11Ф615А8 №43    | 10 грудня 1977    | 16 січня 1978     | Юрій Романенко Володимир Джанібеков                   | Салют-6                                     | Успіх                                    |
| 25 | Союз-26       | Союз 7К-Т 11Ф615А8 №43    | 10 грудня 1977    | 16 січня 1978     | Георгій Гречко Олег Макаров                           | Салют-6                                     | Успіх                                    |
| 26 | Союз-27       | Союз 7К-Т 11Ф615А8 №44    | 10 січня 1978     | 16 березня 1978   | Георгій Гречко Олег Макаров                           | Салют-6                                     | Успіх                                    |
| 26 | Союз-27       | Союз 7К-Т 11Ф615А8 №44    | 10 січня 1978     | 16 березня 1978   | Юрій Романенко Володимир Джанібеков                   | Салют-6                                     | Успіх                                    |
| 27 | Союз-28       | Союз 7К-Т 11Ф615А8 №45    | 2 березня 1978    | 10 березня 1978   | Олексій Губарєв Владімір Ремек                        | Салют-6                                     | Успіх                                    |
| 28 | Союз-29       | Союз 7К-Т 11Ф615А8 №46    | 15 червня 1978    | 3 вересня 1978    | Володимир Ковальонок Олександр Іванченков             | Салют-6                                     | Успіх                                    |
| 28 | Союз-29       | Союз 7К-Т 11Ф615А8 №46    | 15 червня 1978    | 3 вересня 1978    | Валерій Биковський Зигмунд Єн                         | Салют-6                                     | Успіх                                    |
| 29 | Союз-30       | Союз 7К-Т/А9 11Ф615А9 №67 | 27 червня 1978    | 5 липня 1978      | Петро Климук Мирослав Гермашевський                   | Салют-6                                     | Успіх                                    |
| 30 | Союз-31       | Союз 7К-Т 11Ф615А8 №47    | 26 серпня 1978    | 2 листопада 1978  | Валерій Биковський Зигмунд Єн                         | Салют-6                                     | Успіх                                    |
| 30 | Союз-31       | Союз 7К-Т 11Ф615А8 №47    | 26 серпня 1978    | 2 листопада 1978  | Володимир Ковальонок Олександр Іванченков             | Салют-6                                     | Успіх                                    |
| 31 | Союз-32       | Союз 7К-Т 11Ф615А8 №48    | 25 лютого 1979    | 13 червня 1979    | Володимир Ляхов Валерій Рюмін                         | Салют-6                                     | Успіх                                    |
| 31 | Союз-32       | Союз 7К-Т 11Ф615А8 №48    | 25 лютого 1979    | 13 червня 1979    | Посадка без екіпажу                                   | Салют-6                                     | Успіх                                    |
| 32 | Союз-33       | Союз 7К-Т 11Ф615А8 №49    | 10 квітня 1979    | 12 квітня 1979    | Микола Рукавишніков Георгій Іванов                    | —                                           | Не вдалося стикування з Салютом-6        |
| 33 | Союз-34       | Союз 7К-Т 11Ф615А8 №50    | 6 червня 1979     | 19 серпня 1979    | Старт без екіпажу                                     | Салют-6                                     | Успіх                                    |
| 33 | Союз-34       | Союз 7К-Т 11Ф615А8 №50    | 6 червня 1979     | 19 серпня 1979    | Володимир Ляхов Валерій Рюмін                         | Салют-6                                     | Успіх                                    |
| 34 | Союз-35       | Союз 7К-Т 11Ф615А8 №51    | 9 квітня 1980     | 3 червня 1980     | Леонід Попов Валерій Рюмін                            | Салют-6                                     | Успіх                                    |
| 34 | Союз-35       | Союз 7К-Т 11Ф615А8 №51    | 9 квітня 1980     | 3 червня 1980     | Валерій Кубасов Берталан Фаркаш                       | Салют-6                                     | Успіх                                    |
| 35 | Союз-36       | Союз 7К-Т 11Ф615А8 №52    | 26 травня 1980    | 31 липня 1980     | Валерій Кубасов Берталан Фаркаш                       | Салют-6                                     | Успіх                                    |
| 35 | Союз-36       | Союз 7К-Т 11Ф615А8 №52    | 26 травня 1980    | 31 липня 1980     | Віктор Горбатко Фам Туан                              | Салют-6                                     | Успіх                                    |
| 37 | Союз-37       | Союз 7К-Т 11Ф615А8 №53    | 23 липня 1980     | 11 жовтня 1980    | Віктор Горбатко Фам Туан                              | Салют-6                                     | Успіх                                    |
| 37 | Союз-37       | Союз 7К-Т 11Ф615А8 №53    | 23 липня 1980     | 11 жовтня 1980    | Леонід Попов Валерій Рюмін                            | Салют-6                                     | Успіх                                    |
| 38 | Союз-38       | Союз 7К-Т 11Ф615А8 №54    | 18 вересня 1980   | 26 вересня 1980   | Юрій Романенко Арнальдо Мендес                        | Салют-6                                     | Успіх                                    |
| 41 | Союз-39       | Союз 7К-Т 11Ф615А8 №55    | 22 березня 1981   | 30 березня 1981   | Володимир Джанібеков Жугдердемідійн Гуррагча          | Салют-6                                     | Успіх                                    |
| 42 | Союз-40       | Союз 7К-Т 11Ф615А8 №56    | 14 травня 1981    | 22 травня 1981    | Леонід Попов Думітру Прунаріу                         | Салют-6                                     | Успіх                                    |

### Союз 7К-Л1, Союз 7К-ЛОК
Кораблі для радянської програми обльоту Місяця і посадки на його поверхню. Усі запускалися безпілотно, частина за програмою Зонд.
| !№ | Місія           | Корабель               | Запуск            | Посадка           | Результат          |
| -- | --------------- | ---------------------- | ----------------- | ----------------- | ------------------ |
| —  | Космос-146      | Союз 7К-Л1             | 10 березня 1967   | 18 березня 1967   | Успіх              |
| —  | Космос-154      | Союз 7К-Л1             | 8 квітня 1967     | 10 квітня 1967    | Невдача            |
| —  | Союз 7К-Л1 №4Л  | Союз 7К-Л1             | 27 вересня 1967   | —                 | Збій ракети-носія  |
| —  | Союз 7К-Л1 №5Л  | Союз 7К-Л1             | 22 листопада 1967 | —                 | Збій ракети-носія  |
| —  | Зонд-4          | Союз 7К-Л1             | 2 березня 1968    | 7 березня 1968    | Частково           |
| —  | Союз 7К-Л1 №7Л  | Союз 7К-Л1             | 22 квітня 1968    | —                 | Збій ракети-носія  |
| —  | Союз 7К-Л1 №8Л  | Союз 7К-Л1             | 21 липня 1968     | —                 | Вибух ракети-носія |
| —  | Зонд-5          | Союз 7К-Л1             | 14 вересня 1968   | 22 вересня 1968   | Успіх              |
| —  | Зонд-6          | Союз 7К-Л1             | 10 листопада 1968 | 17 листопада 1968 | Частково           |
| —  | Союз 7К-Л1 №13Л | Союз 7К-Л1             | 20 січня 1969     | —                 | Збій ракети-носія  |
| —  | Зонд-М1         | Союз 7К-Л1С            | 21 лютого 1969    | —                 | Збій ракети-носія  |
| —  | Зонд-М2         | Союз 7К-Л1С            | 3 липня 1969      | —                 | Збій ракети-носія  |
| —  | Зонд-7          | Союз 7К-Л1             | 7 серпня 1969     | 14 серпня 1969    | Успіх              |
| —  | Союз 7К-Л1E №1  | Союз 7К-Л1Є            | 28 листопада 1969 | —                 | Збій ракети-носія  |
| —  | Зонд-8          | Союз 7К-Л1             | 20 жовтня 1970    | 27 жовтня 1970    | Успіх              |
| —  | Космос-382      | Союз 7К-Л1Є "Зонд-ЛОК" | 2 грудня 1970     | На орбіті         | Успіх              |
| —  | Союз 7К-ЛОК №1  | Союз 7К-ЛОК            | 26 червня 1971    | —                 | Збій ракети-носія  |
| —  | Союз 7К-ЛОК №2  | Союз 7К-ЛОК            | 23 листопада 1972 | —                 | Збій ракети-носія  |

## Союз-T (1979–1986)
Кораблі другого періоду серії «Союз Т» (третє покоління, 3.0).

| №  | Місія       | Корабель            | Запуск            | Посадка           | Екіпаж (старт/посадка)                                   | Стикування          | Результат                         |
| -- | ----------- | ------------------- | ----------------- | ----------------- | -------------------------------------------------------- | ------------------- | --------------------------------- |
| —  | Космос-670  | Союз 7К-С 11Ф732 №1 | 6 серпня 1974     | 9 серпня 1974     | Автоматичний політ                                       | —                   | Успіх                             |
| —  | Космос-772  | Союз 7К-С 11Ф732 №2 | 29 вересня 1975   | 2 жовтня 1975     | Автоматичний політ                                       | —                   | Невдача                           |
| —  | Космос-869  | Союз 7К-С 11Ф732 №3 | 29 листопада 1976 | 17 грудня 1976    | Автоматичний політ                                       | —                   | Невдача                           |
| —  | Космос-1001 | Союз-Т 11Ф732 №4    | 4 квітня 1978     | 15 квітня 1978    | Автоматичний політ                                       | —                   | Невдача                           |
| —  | Космос-1074 | Союз-Т 11Ф732 №5    | 31 січня 1979     | 1 квітня 1979     | Автоматичний політ                                       | —                   | Успіх                             |
| —  | Союз Т-1    | Союз-Т 11Ф732 №6    | 16 грудня 1979    | 25 березня 1980   | Автоматичний політ                                       | Салют-6             | Успіх                             |
| 36 | Союз Т-2    | Союз-Т 11Ф732 №7    | 5 червня 1980     | 9 червня 1980     | Юрій Малишев Володимир Аксьонов                          | Салют-6             | Успіх                             |
| 39 | Союз Т-3    | Союз-Т 11Ф732 №8    | 27 листопада 1980 | 10 грудня 1980    | Леонід Кизим Олег Макаров Геннадій Стрекалов             | Салют-6             | Успіх                             |
| 40 | Союз Т-4    | Союз-Т 11Ф732 №10   | 12 березня 1981   | 26 травня 1981    | Володимир Ковальонок Віктор Савіних                      | Салют-6             | Успіх                             |
| 43 | Союз Т-5    | Союз-Т 11Ф732 №11   | 13 травня 1982    | 27 серпня 1982    | Анатолій Березовий Валентин Лебедєв                      | Салют-7             | Успіх                             |
| 43 | Союз Т-5    | Союз-Т 11Ф732 №11   | 13 травня 1982    | 27 серпня 1982    | Леонід Попов Олександр Серебров Світлана Савицька        | Салют-7             | Успіх                             |
| 44 | Союз Т-6    | Союз-Т 11Ф732 №9    | 24 червня 1982    | 2 липня 1982      | Володимир Джанібеков Олександр Іванченков Жан-Лу Кретьєн | Салют-7             | Успіх                             |
| 45 | Союз Т-7    | Союз-Т 11Ф732 №12   | 19 серпня 1982    | 10 грудня 1982    | Леонід Попов Олександр Серебров Світлана Савицька        | Салют-7             | Успіх                             |
| 45 | Союз Т-7    | Союз-Т 11Ф732 №12   | 19 серпня 1982    | 10 грудня 1982    | Анатолій Березовий Валентин Лебедєв                      | Салют-7             | Успіх                             |
| 46 | Союз Т-8    | Союз-Т 11Ф732 №13   | 22 квітня 1983    | 24 квітня 1983    | Володимир Титов Геннадій Стрекалов Олександр Серебров    | —                   | Не вдалося стикування з Салютом-7 |
| 47 | Союз Т-9    | Союз-Т 11Ф732 №14   | 27 червня 1983    | 23 листопада 1983 | Володимир Ляхов Олександр Александров                    | Салют-7             | Успіх                             |
| 48 | Союз Т-10-1 | Союз-Т 11Ф732 №16   | 26 вересня 1983   | 26 вересня 1983   | Володимир Титов Геннадій Стрекалов                       | —                   | Суборбітальний політ              |
| 49 | Союз Т-10   | Союз-Т 11Ф732 №15   | 8 лютого 1984     | 11 квітня 1984    | Леонід Кизим Володимир Соловйов Олег Атьков              | Салют-7             | Успіх                             |
| 49 | Союз Т-10   | Союз-Т 11Ф732 №15   | 8 лютого 1984     | 11 квітня 1984    | Юрій Малишев Геннадій Стрекалов Ракеш Шарма              | Салют-7             | Успіх                             |
| 50 | Союз Т-11   | Союз-Т 11Ф732 №17   | 3 квітня 1984     | 2 жовтня 1984     | Юрій Малишев Геннадій Стрекалов Ракеш Шарма              | Салют-7             | Успіх                             |
| 50 | Союз Т-11   | Союз-Т 11Ф732 №17   | 3 квітня 1984     | 2 жовтня 1984     | Леонід Кизим Володимир Соловйов Олег Атьков              | Салют-7             | Успіх                             |
| 51 | Союз Т-12   | Союз-Т 11Ф732 №18   | 17 липня 1984     | 29 липня 1984     | Володимир Джанібеков Світлана Савицька Ігор Волк         | Салют-7             | Успіх                             |
| 52 | Союз Т-13   | Союз-Т 11Ф732 №19   | 6 червня 1985     | 26 вересня 1986   | Володимир Джанібеков Віктор Савіних                      | Салют-7             | Успіх                             |
| 52 | Союз Т-13   | Союз-Т 11Ф732 №19   | 6 червня 1985     | 26 вересня 1986   | Володимир Джанібеков Георгій Гречко                      | Салют-7             | Успіх                             |
| 53 | Союз Т-14   | Союз-Т 11Ф732 №20   | 17 вересня 1985   | 21 листопада 1985 | Володимир Васютін Георгій Гречко Олександр Волков        | Салют-7             | Успіх                             |
| 53 | Союз Т-14   | Союз-Т 11Ф732 №20   | 17 вересня 1985   | 21 листопада 1985 | Володимир Васютін Віктор Савіних Олександр Волков        | Салют-7             | Успіх                             |
| 54 | Союз Т-15   | Союз-Т 11Ф732 №21   | 13 березня 1986   | 16 липня 1986     | Леонід Кизим Володимир Соловйов                          | Мир → Салют-7 → Мир | Успіх                             |

## Союз-ТМ (1987–2002)
Кораблі третього періоду серії «Союз ТМ» (четверте покоління, 4.0).

| №  | Місія      | Корабель               | Запуск            | Посадка           | Екіпаж (старт/посадка)                                    | Стикування | Результат |
| -- | ---------- | ---------------------- | ----------------- | ----------------- | --------------------------------------------------------- | ---------- | --------- |
| —  | Союз ТМ-1  | Союз-ТМ 11Ф732А51 №51  | 21 травня 1986    | 30 травня 1986    | Автоматичний політ                                        | Мир        | Успіх     |
| 55 | Союз ТМ-2  | Союз-ТМ 11Ф732А51 №52  | 5 лютого 1987     | 30 липня 1987     | Юрій Романенко Олександр Лавейкін                         | Мир        | Успіх     |
| 55 | Союз ТМ-2  | Союз-ТМ 11Ф732А51 №52  | 5 лютого 1987     | 30 липня 1987     | Олександр Вікторенко Олександр Лавейкін Мухаммед Фаріс    | Мир        | Успіх     |
| 56 | Союз ТМ-3  | Союз-ТМ 11Ф732А51 №53  | 22 липня 1987     | 29 грудня 1987    | Олександр Вікторенко Олександр Александров Мухаммед Фаріс | Мир        | Успіх     |
| 56 | Союз ТМ-3  | Союз-ТМ 11Ф732А51 №53  | 22 липня 1987     | 29 грудня 1987    | Юрій Романенко Олександр Александров Анатолій Левченко    | Мир        | Успіх     |
| 57 | Союз ТМ-4  | Союз-ТМ 11Ф732А51 №54  | 21 грудня 1987    | 17 червня 1988    | Володимир Титов Муса Манаров Анатолій Левченко            | Мир        | Успіх     |
| 57 | Союз ТМ-4  | Союз-ТМ 11Ф732А51 №54  | 21 грудня 1987    | 17 червня 1988    | Анатолій Соловйов Віктор Савіних Александр Александров    | Мир        | Успіх     |
| 58 | Союз ТМ-5  | Союз-ТМ 11Ф732А51 №55  | 7 червня 1988     | 7 вересня 1988    | Анатолій Соловйов Віктор Савіних Александр Александров    | Мир        | Успіх     |
| 58 | Союз ТМ-5  | Союз-ТМ 11Ф732А51 №55  | 7 червня 1988     | 7 вересня 1988    | Володимир Ляхов Абдул Моманд                              | Мир        | Успіх     |
| 59 | Союз ТМ-6  | Союз-ТМ 11Ф732А51 №56  | 29 серпня 1988    | 21 грудня 1988    | Володимир Ляхов Валерій Поляков Абдул Моманд              | Мир        | Успіх     |
| 59 | Союз ТМ-6  | Союз-ТМ 11Ф732А51 №56  | 29 серпня 1988    | 21 грудня 1988    | Володимир Титов Муса Манаров Жан-Лу Кретьєн               | Мир        | Успіх     |
| 60 | Союз ТМ-7  | Союз-ТМ 11Ф732А51 №57  | 26 листопада 1988 | 27 квітня 1989    | Олександр Волков Сергій Крикальов Жан-Лу Кретьєн          | Мир        | Успіх     |
| 60 | Союз ТМ-7  | Союз-ТМ 11Ф732А51 №57  | 26 листопада 1988 | 27 квітня 1989    | Олександр Волков Сергій Крикальов Валерій Поляков         | Мир        | Успіх     |
| 61 | Союз ТМ-8  | Союз-ТМ 11Ф732А51 №58  | 5 вересня 1989    | 19 лютого 1990    | Олександр Вікторенко Олександр Серебров                   | Мир        | Успіх     |
| 62 | Союз ТМ-9  | Союз-ТМ 11Ф732А51 №60  | 11 лютого 1990    | 9 серпня 1990     | Анатолій Соловйов Олександр Баландін                      | Мир        | Успіх     |
| 63 | Союз ТМ-10 | Союз-ТМ 11Ф732А51 №61A | 1 серпня 1990     | 10 грудня 1990    | Геннадій Манаков Геннадій Стрекалов                       | Мир        | Успіх     |
| 63 | Союз ТМ-10 | Союз-ТМ 11Ф732А51 №61A | 1 серпня 1990     | 10 грудня 1990    | Геннадій Манаков Геннадій Стрекалов Акіяма Тоехіро        | Мир        | Успіх     |
| 64 | Союз ТМ-11 | Союз-ТМ 11Ф732А51 №61  | 2 грудня 1990     | 26 травня 1991    | Віктор Афанасьєв Муса Манаров Акіяма Тоехіро              | Мир        | Успіх     |
| 64 | Союз ТМ-11 | Союз-ТМ 11Ф732А51 №61  | 2 грудня 1990     | 26 травня 1991    | Віктор Афанасьєв Муса Манаров Гелен Шарман                | Мир        | Успіх     |
| 65 | Союз ТМ-12 | Союз-ТМ 11Ф732А51 №62  | 18 травня 1991    | 10 жовтня 1991    | Анатолій Арцебарський Сергій Крикальов Гелен Шарман       | Мир        | Успіх     |
| 65 | Союз ТМ-12 | Союз-ТМ 11Ф732А51 №62  | 18 травня 1991    | 10 жовтня 1991    | Анатолій Арцебарський Токтар Аубакіров Франц Фібек        | Мир        | Успіх     |
| 66 | Союз ТМ-13 | Союз-ТМ 11Ф732А51 №63  | 2 жовтня 1991     | 25 березня 1992   | Олександр Волков Токтар Аубакіров Франц Фібек             | Мир        | Успіх     |
| 66 | Союз ТМ-13 | Союз-ТМ 11Ф732А51 №63  | 2 жовтня 1991     | 25 березня 1992   | Олександр Волков Сергій Крикальов Клаус-Дітріх Фладе      | Мир        | Успіх     |
| 67 | Союз ТМ-14 | Союз-ТМ 11Ф732А51 №64  | 17 березня 1992   | 10 серпня 1992    | Олександр Вікторенко Олександр Калері Клаус-Дітріх Фладе  | Мир        | Успіх     |
| 67 | Союз ТМ-14 | Союз-ТМ 11Ф732А51 №64  | 17 березня 1992   | 10 серпня 1992    | Олександр Вікторенко Олександр Калері Мішель Тоніні       | Мир        | Успіх     |
| 68 | Союз ТМ-15 | Союз-ТМ 11Ф732А51 №65  | 27 липня 1992     | 1 лютого 1993     | Анатолій Соловйов Сергій Авдєєв Мішель Тоніні             | Мир        | Успіх     |
| 68 | Союз ТМ-15 | Союз-ТМ 11Ф732А51 №65  | 27 липня 1992     | 1 лютого 1993     | Анатолій Соловйов Сергій Авдєєв                           | Мир        | Успіх     |
| 69 | Союз ТМ-16 | Союз-ТМ 11Ф732А51 №101 | 24 січня 1993     | 22 липня 1993     | Геннадій Манаков Олександр Поліщук                        | Мир        | Успіх     |
| 69 | Союз ТМ-16 | Союз-ТМ 11Ф732А51 №101 | 24 січня 1993     | 22 липня 1993     | Геннадій Манаков Олександр Поліщук Жан-П'єр Еньєре        | Мир        | Успіх     |
| 70 | Союз ТМ-17 | Союз-ТМ 11Ф732А51 №66  | 1 липня 1993      | 14 січня 1994     | Василь Циблієв Олександр Серебров Жан-П'єр Еньєре         | Мир        | Успіх     |
| 70 | Союз ТМ-17 | Союз-ТМ 11Ф732А51 №66  | 1 липня 1993      | 14 січня 1994     | Василь Циблієв Олександр Серебров                         | Мир        | Успіх     |
| 71 | Союз ТМ-18 | Союз-ТМ 11Ф732А51 №67  | 8 січня 1994      | 9 липня 1994      | Віктор Афанасьєв Юрій Усачов Валерій Поляков              | Мир        | Успіх     |
| 71 | Союз ТМ-18 | Союз-ТМ 11Ф732А51 №67  | 8 січня 1994      | 9 липня 1994      | Віктор Афанасьєв Юрій Усачов                              | Мир        | Успіх     |
| 72 | Союз ТМ-19 | Союз-ТМ 11Ф732А51 №68  | 1 липня 1994      | 4 листопада 1994  | Юрій Маленченко Талгат Мусабаєв                           | Мир        | Успіх     |
| 72 | Союз ТМ-19 | Союз-ТМ 11Ф732А51 №68  | 1 липня 1994      | 4 листопада 1994  | Юрій Маленченко Талгат Мусабаєв Ульф Мербольд             | Мир        | Успіх     |
| 73 | Союз ТМ-20 | Союз-ТМ 11Ф732А51 №69  | 4 жовтня 1994     | 22 березня 1995   | Олександр Вікторенко Олена Кондакова Ульф Мербольд        | Мир        | Успіх     |
| 73 | Союз ТМ-20 | Союз-ТМ 11Ф732А51 №69  | 4 жовтня 1994     | 22 березня 1995   | Олександр Вікторенко Олена Кондакова Валерій Поляков      | Мир        | Успіх     |
| 74 | Союз ТМ-21 | Союз-ТМ 11Ф732А51 №70  | 14 березня 1995   | 1 вересня 1995    | Володимир Дежуров Геннадій Стрекалов Норман Тагард        | Мир        | Успіх     |
| 74 | Союз ТМ-21 | Союз-ТМ 11Ф732А51 №70  | 14 березня 1995   | 1 вересня 1995    | Анатолій Соловйов Микола Бударін                          | Мир        | Успіх     |
| 75 | Союз ТМ-22 | Союз-ТМ 11Ф732А51 №71  | 3 вересня 1995    | 29 лютого 1996    | Юрій Гідзенко Сергій Авдєєв Томас Райтер                  | Мир        | Успіх     |
| 76 | Союз ТМ-23 | Союз-ТМ 11Ф732А51 №72  | 21 лютого 1996    | 2 вересня 1996    | Юрій Онуфрієнко Юрій Усачов                               | Мир        | Успіх     |
| 76 | Союз ТМ-23 | Союз-ТМ 11Ф732А51 №72  | 21 лютого 1996    | 2 вересня 1996    | Юрій Онуфрієнко Юрій Усачов Клоді Еньєре                  | Мир        | Успіх     |
| 77 | Союз ТМ-24 | Союз-ТМ 11Ф732А51 №73  | 17 серпня 1996    | 2 березня 1997    | Валерій Корзун Олександр Калері Клоді Еньєре              | Мир        | Успіх     |
| 77 | Союз ТМ-24 | Союз-ТМ 11Ф732А51 №73  | 17 серпня 1996    | 2 березня 1997    | Валерій Корзун Олександр Калері Райнхольд Евальд          | Мир        | Успіх     |
| 78 | Союз ТМ-25 | Союз-ТМ 11Ф732А51 №74  | 10 лютого 1997    | 14 серпня 1997    | Василь Циблієв Олександр Лазуткін Райнхольд Евальд        | Мир        | Успіх     |
| 78 | Союз ТМ-25 | Союз-ТМ 11Ф732А51 №74  | 10 лютого 1997    | 14 серпня 1997    | Василь Циблієв Олександр Лазуткін                         | Мир        | Успіх     |
| 79 | Союз ТМ-26 | Союз-ТМ 11Ф732А51 №75  | 5 серпня 1997     | 19 лютого 1998    | Анатолій Соловйов Павло Виноградов                        | Мир        | Успіх     |
| 79 | Союз ТМ-26 | Союз-ТМ 11Ф732А51 №75  | 5 серпня 1997     | 19 лютого 1998    | Анатолій Соловйов Павло Виноградов Леопольд Ейарц         | Мир        | Успіх     |
| 80 | Союз ТМ-27 | Союз-ТМ 11Ф732А51 №76  | 29 січня 1998     | 25 серпня 1998    | Талгат Мусабаєв Микола Бударін Леопольд Ейарц             | Мир        | Успіх     |
| 80 | Союз ТМ-27 | Союз-ТМ 11Ф732А51 №76  | 29 січня 1998     | 25 серпня 1998    | Талгат Мусабаєв Микола Бударін Юрій Батурін               | Мир        | Успіх     |
| 81 | Союз ТМ-28 | Союз-ТМ 11Ф732А51 №77  | 13 серпня 1998    | 28 лютого 1999    | Геннадій Падалка Сергій Авдєєв Юрій Батурін               | Мир        | Успіх     |
| 81 | Союз ТМ-28 | Союз-ТМ 11Ф732А51 №77  | 13 серпня 1998    | 28 лютого 1999    | Геннадій Падалка Іван Белла                               | Мир        | Успіх     |
| 82 | Союз ТМ-29 | Союз-ТМ 11Ф732А51 №78  | 20 лютого 1999    | 28 серпня 1999    | Віктор Афанасьєв Жан-П'єр Еньєре Іван Белла               | Мир        | Успіх     |
| 82 | Союз ТМ-29 | Союз-ТМ 11Ф732А51 №78  | 20 лютого 1999    | 28 серпня 1999    | Віктор Афанасьєв Жан-П'єр Еньєре Сергій Авдєєв            | Мир        | Успіх     |
| 83 | Союз ТМ-30 | Союз-ТМ 11Ф732А51 №204 | 4 квітня 2000     | 16 червня 2000    | Сергій Зальотін Олександр Калері                          | Мир        | Успіх     |
| 84 | Союз ТМ-31 | Союз-ТМ 11Ф732А51 №205 | 31 жовтня 2000    | 6 травня 2001     | Юрій Гідзенко Сергій Крикальов Вільям Шеперд              | МКС        | Успіх     |
| 84 | Союз ТМ-31 | Союз-ТМ 11Ф732А51 №205 | 31 жовтня 2000    | 6 травня 2001     | Талгат Мусабаєв Юрій Батурін Денніс Тіто (турист)         | МКС        | Успіх     |
| 85 | Союз ТМ-32 | Союз-ТМ 11Ф732А51 №206 | 28 квітня 2001    | 31 жовтня 2001    | Талгат Мусабаєв Юрій Батурін Денніс Тіто (турист)         | МКС        | Успіх     |
| 85 | Союз ТМ-32 | Союз-ТМ 11Ф732А51 №206 | 28 квітня 2001    | 31 жовтня 2001    | Віктор Афанасьєв Клоді Еньєре Костянтин Козєєв            | МКС        | Успіх     |
| 86 | Союз ТМ-33 | Союз-ТМ 11Ф732А51 №207 | 21 жовтня 2001    | 5 травня 2002     | Віктор Афанасьєв Клоді Еньєре Костянтин Козєєв            | МКС        | Успіх     |
| 86 | Союз ТМ-33 | Союз-ТМ 11Ф732А51 №207 | 21 жовтня 2001    | 5 травня 2002     | Юрій Гідзенко Роберто Вітторі / Марк Шаттлворт (турист)   | МКС        | Успіх     |
| 87 | Союз ТМ-34 | Союз-ТМ 11Ф732А51 №208 | 25 квітня 2002    | 10 листопада 2002 | Юрій Гідзенко Роберто Вітторі / Марк Шаттлворт (турист)   | МКС        | Успіх     |
| 87 | Союз ТМ-34 | Союз-ТМ 11Ф732А51 №208 | 25 квітня 2002    | 10 листопада 2002 | Сергій Зальотін Франк Де Вінне Юрій Лончаков              | МКС        | Успіх     |

## Союз-ТМА (2002–2012)
Кораблі четвертого періоду серії «Союз ТМА» (п'яте покоління, 5.0).

| №   | Місія       | Корабель                | Запуск            | Посадка           | Екіпаж (старт/посадка)                                      | Стикування | Результат |
| --- | ----------- | ----------------------- | ----------------- | ----------------- | ----------------------------------------------------------- | ---------- | --------- |
| 88  | Союз ТМА-1  | Союз-ТМА 11Ф732А17 №211 | 30 жовтня 2002    | 4 травня 2003     | Сергій Зальотін Франк Де Вінне Юрій Лончаков                | МКС        | Успіх     |
| 88  | Союз ТМА-1  | Союз-ТМА 11Ф732А17 №211 | 30 жовтня 2002    | 4 травня 2003     | Микола Бударін Кеннет Баверсокс Доналд Петтіт               | МКС        | Успіх     |
| 89  | Союз ТМА-2  | Союз-ТМА 11Ф732А17 №212 | 26 квітня 2003    | 28 жовтня 2003    | Юрій Маленченко Едвард Лу                                   | МКС        | Успіх     |
| 89  | Союз ТМА-2  | Союз-ТМА 11Ф732А17 №212 | 26 квітня 2003    | 28 жовтня 2003    | Юрій Маленченко Едвард Лу Педро Дуке                        | МКС        | Успіх     |
| 90  | Союз ТМА-3  | Союз-ТМА 11Ф732А17 №213 | 18 жовтня 2003    | 30 квітня 2004    | Олександр Калері / Майкл Фоул Педро Дуке                    | МКС        | Успіх     |
| 90  | Союз ТМА-3  | Союз-ТМА 11Ф732А17 №213 | 18 жовтня 2003    | 30 квітня 2004    | Олександр Калері / Майкл Фоул Андре Кейперс                 | МКС        | Успіх     |
| 91  | Союз ТМА-4  | Союз-ТМА 11Ф732А17 №214 | 19 квітня 2004    | 24 жовтня 2004    | Геннадій Падалка Майкл Фінк Андре Кейперс                   | МКС        | Успіх     |
| 91  | Союз ТМА-4  | Союз-ТМА 11Ф732А17 №214 | 19 квітня 2004    | 24 жовтня 2004    | Геннадій Падалка Майкл Фінк Юрій Шаргін                     | МКС        | Успіх     |
| 92  | Союз ТМА-5  | Союз-ТМА 11Ф732А17 №215 | 14 жовтня 2004    | 24 квітня 2005    | Саліжан Шаріпов Лерой Чіао Юрій Шаргін                      | МКС        | Успіх     |
| 92  | Союз ТМА-5  | Союз-ТМА 11Ф732А17 №215 | 14 жовтня 2004    | 24 квітня 2005    | Саліжан Шаріпов Лерой Чіао Роберто Вітторі                  | МКС        | Успіх     |
| 93  | Союз ТМА-6  | Союз-ТМА 11Ф732А17 №216 | 15 квітня 2005    | 15 жовтня 2005    | Сергій Крикальов Джон Філліпс Роберто Вітторі               | МКС        | Успіх     |
| 93  | Союз ТМА-6  | Союз-ТМА 11Ф732А17 №216 | 15 квітня 2005    | 15 жовтня 2005    | Сергій Крикальов Джон Філліпс Грегорі Олсен (турист)        | МКС        | Успіх     |
| 94  | Союз ТМА-7  | Союз-ТМА 11Ф732А17 №217 | 1 жовтня 2005     | 8 квітня 2006     | Валерій Токарєв Вільям Макартур Грегорі Олсен (турист)      | МКС        | Успіх     |
| 94  | Союз ТМА-7  | Союз-ТМА 11Ф732А17 №217 | 1 жовтня 2005     | 8 квітня 2006     | Валерій Токарєв Вільям Макартур Маркус Понтес               | МКС        | Успіх     |
| 95  | Союз ТМА-8  | Союз-ТМА 11Ф732А17 №218 | 30 березня 2006   | 29 вересня 2006   | Павло Виноградов Джеффрі Вільямс Маркус Понтес              | МКС        | Успіх     |
| 95  | Союз ТМА-8  | Союз-ТМА 11Ф732А17 №218 | 30 березня 2006   | 29 вересня 2006   | Павло Виноградов Джеффрі Вільямс / Ануше Ансарі (туристка)  | МКС        | Успіх     |
| 96  | Союз ТМА-9  | Союз-ТМА 11Ф732А17 №219 | 18 вересня 2006   | 21 квітня 2007    | Михайло Тюрін Майкл Лопес-Алегрія / Ануше Ансарі (туристка) | МКС        | Успіх     |
| 96  | Союз ТМА-9  | Союз-ТМА 11Ф732А17 №219 | 18 вересня 2006   | 21 квітня 2007    | Михайло Тюрін Майкл Лопес-Алегрія / Чарльз Сімоні (турист)  | МКС        | Успіх     |
| 97  | Союз ТМА-10 | Союз-ТМА 11Ф732А17 №220 | 7 квітня 2007     | 21 жовтня 2007    | Олег Котов Федір Юрчихін / Чарльз Сімоні (турист)           | МКС        | Успіх     |
| 97  | Союз ТМА-10 | Союз-ТМА 11Ф732А17 №220 | 7 квітня 2007     | 21 жовтня 2007    | Олег Котов Федір Юрчихін Шейх Мусафар Шукор                 | МКС        | Успіх     |
| 98  | Союз ТМА-11 | Союз-ТМА 11Ф732А17 №221 | 10 жовтня 2007    | 19 квітня 2008    | Юрій Маленченко Пеґґі Вітсон Шейх Мусафар Шукор             | МКС        | Успіх     |
| 98  | Союз ТМА-11 | Союз-ТМА 11Ф732А17 №221 | 10 жовтня 2007    | 19 квітня 2008    | Юрій Маленченко Пеґґі Вітсон Ї Со-йон                       | МКС        | Успіх     |
| 99  | Союз ТМА-12 | Союз-ТМА 11Ф732А17 №222 | 8 квітня 2008     | 24 жовтня 2008    | Сергій Волков Олег Кононенко Ї Со-йон                       | МКС        | Успіх     |
| 99  | Союз ТМА-12 | Союз-ТМА 11Ф732А17 №222 | 8 квітня 2008     | 24 жовтня 2008    | Сергій Волков Олег Кононенко / Річард Герріот (турист)      | МКС        | Успіх     |
| 100 | Союз ТМА-13 | Союз-ТМА 11Ф732А17 №223 | 12 жовтня 2008    | 8 квітня 2009     | Юрій Лончаков Майкл Фінк / Річард Герріот (турист)          | МКС        | Успіх     |
| 100 | Союз ТМА-13 | Союз-ТМА 11Ф732А17 №223 | 12 жовтня 2008    | 8 квітня 2009     | Юрій Лончаков Майкл Фінк / Чарльз Сімоні (турист)           | МКС        | Успіх     |
| 101 | Союз ТМА-14 | Союз-ТМА 11Ф732А17 №224 | 26 березня 2009   | 11 жовтня 2009    | Геннадій Падалка Майкл Барратт / Чарльз Сімоні (турист)     | МКС        | Успіх     |
| 101 | Союз ТМА-14 | Союз-ТМА 11Ф732А17 №224 | 26 березня 2009   | 11 жовтня 2009    | Геннадій Падалка Майкл Барратт Гі Лаліберте (турист)        | МКС        | Успіх     |
| 102 | Союз ТМА-15 | Союз-ТМА 11Ф732А17 №225 | 27 травня 2009    | 1 грудня 2009     | Роман Романенко Франк Де Вінне Роберт Терск                 | МКС        | Успіх     |
| 103 | Союз ТМА-16 | Союз-ТМА 11Ф732А17 №226 | 30 вересня 2009   | 18 березня 2010   | Максим Сураєв Джеффрі Вільямс Гі Лаліберте (турист)         | МКС        | Успіх     |
| 103 | Союз ТМА-16 | Союз-ТМА 11Ф732А17 №226 | 30 вересня 2009   | 18 березня 2010   | Максим Сураєв Джеффрі Вільямс                               | МКС        | Успіх     |
| 104 | Союз ТМА-17 | Союз-ТМА 11Ф732А17 №227 | 20 грудня 2009    | 2 червня 2010     | Олег Котов Тімоті Крімер Соїті Ногуті                       | МКС        | Успіх     |
| 105 | Союз ТМА-18 | Союз-ТМА 11Ф732А17 №228 | 2 квітня 2010     | 25 вересня 2010   | Олександр Скворцов Михайло Корнієнко Трейсі Колдвел-Дайсон  | МКС        | Успіх     |
| 106 | Союз ТМА-19 | Союз-ТМА 11Ф732А17 №229 | 16 червня 2010    | 26 листопада 2010 | Федір Юрчихін Шеннон Вокер Дуглас Вілок                     | МКС        | Успіх     |
| 108 | Союз ТМА-20 | Союз-ТМА 11Ф732А17 №230 | 15 грудня 2010    | 24 травня 2011    | Дмитро Кондратьєв Кетрін Коулман Паоло Несполі              | МКС        | Успіх     |
| 109 | Союз ТМА-21 | Союз-ТМА 11Ф732А17 №231 | 5 квітня 2011     | 16 вересня 2011   | Олександр Самокутяєв Андрій Борисенко Рональд Гаран         | МКС        | Успіх     |
| 111 | Союз ТМА-22 | Союз-ТМА 11Ф732А17 №232 | 14 листопада 2011 | 27 квітня 2012    | Антон Шкаплеров Анатолій Іванишин Деніел Бербенк            | МКС        | Успіх     |

## Союз ТМА-М (2010–2016)
Кораблі п'ятого періоду серії «Союз ТМА-М» (модифікація п'ятого покоління, 5.5).

| №   | Місія        | Корабель                   | Запуск            | Посадка           | Екіпаж (старт/посадка)                                | Стикування | Результат |
| --- | ------------ | -------------------------- | ----------------- | ----------------- | ----------------------------------------------------- | ---------- | --------- |
| 107 | Союз ТМА-01М | Союз ТМА-М 11Ф732А47 №701  | 8 жовтня 2010     | 16 березня 2011   | Олександр Калері Олег Скрипочка Скотт Келлі           | МКС        | Успіх     |
| 110 | Союз ТМА-02М | Союз ТМА-М 11Ф732А47 №702  | 8 червня 2011     | 22 листопада 2011 | Сергій Волков Майкл Фоссум Сатосі Фурукава            | МКС        | Успіх     |
| 112 | Союз ТМА-03М | Союз ТМА-М 11Ф732А47 №703  | 21 грудня 2011    | 1 липня 2012      | Олег Кононенко Андре Кейперс Доналд Петтіт            | МКС        | Успіх     |
| 113 | Союз ТМА-04М | Союз ТМА-М 11Ф732А47 №705  | 15 травня 2012    | 17 вересня 2012   | Геннадій Падалка Сергій Ревін Джозеф Акаба            | МКС        | Успіх     |
| 114 | Союз ТМА-05М | Союз ТМА-М 11Ф732А47 №706  | 15 липня 2012     | 19 листопада 2012 | Юрій Маленченко Суніта Вільямс Акіхіко Хосіде         | МКС        | Успіх     |
| 115 | Союз ТМА-06М | Союз ТМА-М 11Ф732А47 №707  | 23 жовтня 2012    | 16 березня 2013   | Олег Новицький Євгеній Тарєлкін Кевін Форд            | МКС        | Успіх     |
| 116 | Союз ТМА-07М | Союз ТМА-М 11Ф732А47 №704A | 19 грудня 2012    | 14 травня 2013    | Роман Романенко Кріс Гедфілд Томас Маршберн           | МКС        | Успіх     |
| 117 | Союз ТМА-08М | Союз ТМА-М 11Ф732А47 №708  | 29 березня 2013   | 11 вересня 2013   | Павло Виноградов Олександр Місуркін Крістофер Кессіді | МКС        | Успіх     |
| 118 | Союз ТМА-09М | Союз ТМА-М 11Ф732А47 №709  | 29 травня 2013    | 11 листопада 2013 | Федір Юрчихін Карен Найберг Лука Пармітано            | МКС        | Успіх     |
| 119 | Союз ТМА-10М | Союз ТМА-М 11Ф732А47 №710  | 26 вересня 2013   | 11 березня 2014   | Олег Котов Сергій Рязанський Майкл Хопкінс            | МКС        | Успіх     |
| 120 | Союз ТМА-11М | Союз ТМА-М 11Ф732А47 №711  | 7 листопада 2013  | 14 травня 2014    | Михайло Тюрін Річард Мастраккіо Коіті Ваката          | МКС        | Успіх     |
| 121 | Союз ТМА-12М | Союз ТМА-М 11Ф732А47 №712  | 26 березня 2014   | 11 вересня 2014   | Олександр Скворцов Олег Артем'єв Стівен Свонсон       | МКС        | Успіх     |
| 122 | Союз ТМА-13М | Союз ТМА-М 11Ф732А47 №713  | 28 травня 2014    | 10 листопада 2014 | Максим Сураєв Грегорі Вайсман Олександр Герст         | МКС        | Успіх     |
| 123 | Союз ТМА-14М | Союз ТМА-М 11Ф732А47 №714  | 26 вересня 2014   | 12 березня 2015   | Олександр Самокутяєв Олена Сєрова Баррі Вілмор        | МКС        | Успіх     |
| 124 | Союз ТМА-15М | Союз ТМА-М 11Ф732А47 №715  | 24 листопада 2014 | 11 червня 2015    | Антон Шкаплеров Саманта Крістофоретті Террі Віртс     | МКС        | Успіх     |
| 125 | Союз ТМА-16М | Союз ТМА-М 11Ф732А47 №716  | 27 березня 2015   | 12 вересня 2015   | Геннадій Падалка Михайло Корнієнко Скотт Келлі        | МКС        | Успіх     |
| 125 | Союз ТМА-16М | Союз ТМА-М 11Ф732А47 №716  | 27 березня 2015   | 12 вересня 2015   | Геннадій Падалка Андреас Могенсен Айдин Айимбетов     | МКС        | Успіх     |
| 126 | Союз ТМА-17М | Союз ТМА-М 11Ф732А47 №717  | 23 липня 2015     | 11 грудня 2015    | Олег Кононенко Кімія Юї Челл Ліндгрен                 | МКС        | Успіх     |
| 127 | Союз ТМА-18М | Союз ТМА-М 11Ф732А47 №718  | 2 вересня 2015    | 2 березня 2016    | Сергій Волков Андреас Могенсен Айдин Айимбетов        | МКС        | Успіх     |
| 127 | Союз ТМА-18М | Союз ТМА-М 11Ф732А47 №718  | 2 вересня 2015    | 2 березня 2016    | Сергій Волков Михайло Корнієнко Скотт Келлі           | МКС        | Успіх     |
| 128 | Союз ТМА-19М | Союз ТМА-М 11Ф732А47 №719  | 15 грудня 2015    | 18 червня 2016    | Юрій Маленченко Тімоті Копра Тімоті Пік               | МКС        | Успіх     |
| 129 | Союз ТМА-20М | Союз ТМА-М 11Ф732А47 №720  | 19 березня 2016   | 6 вересня 2016    | Олексій Овчінін Олег Скрипочка Джеффрі Вільямс        | МКС        | Успіх     |

## Союз МС (2016–)
Кораблі шостого періоду серії «Союз МС» (шосте покоління, 6.0).

| №   | Місія      | Корабель               | Запуск            | Посадка                  | Екіпаж (старт/посадка)                                          | Стикування | Результат             |
| --- | ---------- | ---------------------- | ----------------- | ------------------------ | --------------------------------------------------------------- | ---------- | --------------------- |
| 130 | Союз МС-01 | Союз МС 11Ф732А48 №731 | 7 липня 2016      | 30 жовтня 2016           | Анатолій Іванишин Такуя Оніші Кетлін Рубінс                     | МКС        | Успіх                 |
| 131 | Союз МС-02 | Союз МС 11Ф732А48 №732 | 19 жовтня 2016    | 11 квітня 2017           | Сергій Рижиков Андрій Борисенко Роберт Кімбро                   | МКС        | Успіх                 |
| 132 | Союз МС-03 | Союз МС 11Ф732А48 №733 | 17 листопада 2016 | 2 червня 2017            | Олег Новицький Тома Песке Пеґґі Вітсон                          | МКС        | Успіх                 |
| 133 | Союз МС-04 | Союз МС 11Ф732А48 №735 | 20 квітня 2017    | 3 вересня 2017           | Федір Юрчихін Джек Фішер                                        | МКС        | Успіх                 |
| 134 | Союз МС-05 | Союз МС 11Ф732А48 №736 | 28 липня 2017     | 14 грудня 2017           | Сергій Рязанський Паоло Несполі Рендольф Брезник                | МКС        | Успіх                 |
| 135 | Союз МС-06 | Союз МС 11Ф732А48 №734 | 12 вересня 2017   | 28 лютого 2018           | Олександр Місуркін Джозеф Акаба Марк Хей                        | МКС        | Успіх                 |
| 136 | Союз МС-07 | Союз МС 11Ф732А48 №737 | 17 грудня 2017    | 3 червня 2018            | Антон Шкаплеров Норісіге Канаі Скотт Тінгл                      | МКС        | Успіх                 |
| 137 | Союз МС-08 | Союз МС 11Ф732А48 №738 | 21 березня 2018   | 4 жовтня 2018            | Олег Артем'єв Річард Арнольд Ендрю Фьюстел                      | МКС        | Успіх                 |
| 138 | Союз МС-09 | Союз МС 11Ф732А48 №739 | 6 червня 2018     | 20 грудня 2018           | Сергій Прокопьєв Серіна Ауньйон-Ченселлор Олександр Герст       | МКС        | Успіх                 |
| 139 | Союз МС-10 | Союз МС 11Ф732А48 №740 | 11 жовтня 2018    | 11 жовтня 2018           | Олексій Овчінін Нік Гейґ                                        |            | Аварія під час зльоту |
| 140 | Союз МС-11 | Союз МС 11Ф732А48 №741 | 3 грудня 2018     | 25 червня 2019           | Олег Кононенко Енн Макклейн Девід Сен-Жак                       | МКС        | Успіх                 |
| 141 | Союз МС-12 | Союз МС 11Ф732А48 №742 | 14 березня 2019   | 3 жовтня 2019            | Олексій Овчінін Нік Гейґ Крістіна Кох                           | МКС        | Успіх                 |
| 141 | Союз МС-12 | Союз МС 11Ф732А48 №742 | 14 березня 2019   | 3 жовтня 2019            | Олексій Овчінін Нік Гейґ Хазза аль-Мансурі                      | МКС        | Успіх                 |
| 142 | Союз МС-13 | Союз МС 11Ф732А48 №746 | 20 липня 2019     | 06 лютого 2020           | Олександр Скворцов Лука Пармітано Ендрю Морган                  | МКС        | Успіх                 |
| 142 | Союз МС-13 | Союз МС 11Ф732А48 №746 | 20 липня 2019     | 06 лютого 2020           | Олександр Скворцов Лука Пармітано Крістіна Кох                  | МКС        | Успіх                 |
| —   | Союз МС-14 | Союз МС 11Ф732А48 №743 | 22 серпня 2019    | 6 вересня 2019           | "Автоматичний політ"                                            | МКС        | Успіх                 |
| 143 | Союз МС-15 | Союз МС 11Ф732А48 №744 | 25 вересня 2019   | 17 квітня 2020           | Олег Скрипочка Джессіка Меїр Хазза аль-Мансурі                  | МКС        | Успіх                 |
| 143 | Союз МС-15 | Союз МС 11Ф732А48 №744 | 25 вересня 2019   | 17 квітня 2020           | Олег Скрипочка Джессіка Меїр Ендрю Морган                       | МКС        | Успіх                 |
| 144 | Союз МС-16 | Союз МС 11Ф732А48 №745 | 9 квітня 2020     | 22 жовтня 2020           | Анатолій Іванишин Іван Вагнер Крістофер Кессіді                 | МКС        | Успіх                 |
| 145 | Союз МС-17 | Союз МС 11Ф732А48 №747 | 14 жовтня 2020    | 17 квітня 2021           | Сергій Рижиков Сергій Кудь-Свєрчков Кетлін Рубінс               | МКС        | Успіх                 |
| 146 | Союз МС-18 | Союз МС 11Ф732А48 №748 | 9 квітня 2021     | 17 жовтня 2021           | Олег Новицький Петро Дубров Марк Хей                            | МКС        | Успіх                 |
| 146 | Союз МС-18 | Союз МС 11Ф732А48 №748 | 9 квітня 2021     | 17 жовтня 2021           | Олег Новицький Клим Шипенко Юлія Пересільд                      | МКС        | Успіх                 |
| 147 | Союз МС-19 | Союз МС 11Ф732А48 №749 | 5 жовтня 2021     | 30 березня 2022          | Антон Шкаплеров Клим Шипенко Юлія Пересільд                     | МКС        | Успіх                 |
| 147 | Союз МС-19 | Союз МС 11Ф732А48 №749 | 5 жовтня 2021     | 30 березня 2022          | Антон Шкаплеров Петро Дубров Марк Хей                           | МКС        | Успіх                 |
| 148 | Союз МС-20 | Союз МС 11Ф732А48 №752 | 8 грудня 2021     | 20 грудня 2021           | Олександр Місуркін Юсаку Маедзава (турист) Йозо Хінаро (турист) | МКС        | Успіх                 |
| 149 | Союз МС-21 | Союз МС 11Ф732А48 №750 | 18 березня 2022   | 29 вересня 2022          | Олег Артем'єв Денис Матвєєв Сергій Корсаков                     | МКС        | Успіх                 |
| 150 | Союз МС-22 | Союз МС 11Ф732А48 №751 | 21 вересня 2022   | 28 березня 2023          | Сергій Прокопьєв Дмитро Петелін Франциско Рубіо                 | МКС        | Успіх                 |
| 150 | Союз МС-22 | Союз МС 11Ф732А48 №751 | 21 вересня 2022   | 28 березня 2023          | Посадка без екіпажу                                             | МКС        | Успіх                 |
| 151 | Союз МС-23 | Союз МС 11Ф732А48 №754 | 24 лютого 2023    | 27 вересня 2023          | Старт без екіпажу                                               | МКС        | Успіх                 |
| 151 | Союз МС-23 | Союз МС 11Ф732А48 №754 | 24 лютого 2023    | 27 вересня 2023          | Сергій Прокопьєв Дмитро Петелін Франциско Рубіо                 | МКС        | Успіх                 |
| 152 | Союз МС-24 | Союз МС 11Ф732 №755    | 15 вересня 2023   | 6 квітня 2024            | Олег Кононенко Микола Чуб Лорел О'Хара                          | МКС        | Успіх                 |
| 152 | Союз МС-24 | Союз МС 11Ф732 №755    | 15 вересня 2023   | 6 квітня 2024            | Олег Новицький Марина Василевська Лорел О'Хара                  | МКС        | Успіх                 |
| 153 | Союз МС-25 | Союз МС 11Ф732 №756    | 23 березня 2024   | 23 вересня 2024          | Олег Новицький Марина Василевська Трейсі Колдвел-Дайсон         | МКС        | Успіх                 |
| 153 | Союз МС-25 | Союз МС 11Ф732 №756    | 23 березня 2024   | 23 вересня 2024          | Олег Кононенко Микола Чуб Трейсі Колдвел-Дайсон                 | МКС        | Успіх                 |
| 154 | Союз МС-26 | Союз МС 11Ф732 №757    | 11 вересня 2024   | 19 квітня 2025           | Олексій Овчінін Іван Вагнер Доналд Петтіт                       | МКС        | Успіх                 |
| 155 | Союз МС-27 | Союз МС 11Ф732 №758    | 8 квітня 2025     | грудня 2025 (планується) | Сергій Рижиков Олексій Зубрицький Джонні Кім                    | МКС        | У польоті             |